# Only (Nicki Minaj)
Only è un singolo di Nicki Minaj, Drake, Lil Wayne e Chris Brown che fa da ritornello nella canzone. Il brano è stato estratto come terzo singolo nell'album The Pinkprint. Inoltre il singolo ha ottenuto una nomination ai Grammy Awards 2016, nelle categoria "Miglior Collaborazione con un artista Rap".

## Contesto e uscita
Durante un'intervista, Minaj ha affermato che Drake farà un'apparizione nel suo album, dicendo che ci lavoreranno insieme in studio, per un nuovo singolo. Il 26 ottobre 2014, Minaj posta il singolo sul suo profilo Instagram, affermando che sarà il terzo singolo nel suo album. La copertina per la canzone raffigura un'illustrazione della Minaj in una tuta da supereroe, Drake come un papa, e Lil Wayne in giacca e cravatta. Il singolo è stato pubblicato in formato digitale e come terzo singolo estratto dall'album, il 28 ottobre 2014.

## Video musicale
Il video musicale di accompagnamento per "Only", che è stato diretto da Hannah Lux Davis, ha debuttato il 12 dicembre 2014. Il video si apre con un uomo ferito disteso sul pavimento in quella che sembra essere una camera. Viene poi portato in sala dove vi sono stati molti altri uomini torturati, legati in una stanza. In seguito, continua girando con la Minaj che indossa un lingerie nero, e mentre fa il suo verso indossa un getup puro e tacchi neri. Minaj e Drake sono in piedi fianco a fianco, mentre lei indossa quello che sembra un velo da sposa di pizzo nero. Minaj, Wayne e Drake stanno in una prigione fatiscente mentre c'è in una parte della canzone, Chris Brown che canta il ritornello.

## Esibizioni
Il 6 dicembre 2014, Minaj si è esibita per la canzone, al Saturday Night Live. La rapper l'ha anche esibita durante il The Pinkprint Tour. Il 30 maggio 2015, si è anche esibita al IHeartRadio Pool Party a Las Vegas.

## Classifiche
| Classifica (2015)         | Posizione massima |
| ------------------------- | ----------------- |
| Australia                 | 62                |
| Belgio (Fiandre)          | 14                |
| Belgio (Vallonia)         | 34                |
| Canada                    | 20                |
| Francia                   | 102               |
| Regno Unito               | 35                |
| Scozia                    | 36                |
| Stati Uniti               | 12                |
| Stati Uniti (R&B/hip-hop) | 1                 |
| Stati Uniti (rap)         | 1                 |